# Gorham (New York)
Gorham è un comune degli Stati Uniti d'America, situato nello stato di New York, nella contea di Ontario.